# Chrysothesium cilicicum
Chrysothesium cilicicum är en sandelträdsväxtart som först beskrevs av Heinrich Carl Haussknecht och Joseph Friedrich Nicolaus Bornmüller, och fick sitt nu gällande namn av R. Hendrych. Chrysothesium cilicicum ingår i släktet Chrysothesium och familjen sandelträdsväxter. Inga underarter finns listade i Catalogue of Life.